# Saint-Maur-des-Bois
 Saint-Maur-des-Bois  es una población y comuna francesa, situada en la región de Baja Normandía, departamento de Mancha, en el distrito de Avranches y cantón de Saint-Pois.

## Demografía
| 167 | 157 | 152 | 146 | 132 | 138 |
| Para los censos de 1962 a 1999 la población legal corresponde a la población sin duplicidades (Fuente: INSEE [Consultar]) |     |     |     |     |     |